# Girafe de Nubie
Sous-espèce
Répartition géographique
Statut de conservation UICN

CR : 
En danger critique
La girafe de Nubie (Giraffa camelopardalis camelopardalis) est une sous-espèce de girafe originaire d'Afrique du Nord, présente au Soudan, Soudan du Sud et Éthiopie. Elle était à l'origine très répandue en Afrique du nord-est mais est aujourd'hui éteinte en Égypte et en Érythrée.

## Menaces
Le nombre d'individus a chuté de 97 % entre 1985 et 2015. 
La population sauvage est estimée à 650 individus en 2014. 
Non-évaluée par l'UICN jusqu'en 2018, cette sous-espèce est désormais classée comme en danger critique d'extinction, avec moins de 500 individus à l'état sauvage.

## notes et références
1. ↑  « Les girafes menacées d’« extinction silencieuse » », Le Monde,‎ 16 août 2019 (lire en ligne, consulté le 16 août 2019)
2. ↑  (en) Jordan Carlton Schaul, « Safeguarding Giraffe Populations From Extinction in East Africa », sur nationalgeographic.com, 17 juin 2014 (consulté le 8 juillet 2015)
3. ↑  Jennifer Matas, « Les girafes de Nubie et du Kordofan désormais en danger critique d’extinction », sur www.especes-menacees.fr, 13 décembre 2018 (consulté le 30 janvier 2021)